# Armida (Dvořák)
 (décembre 2024).
Si vous disposez d'ouvrages ou d'articles de référence ou si vous connaissez des sites web de qualité traitant du thème abordé ici, merci de compléter l'article en donnant les références utiles à sa vérifiabilité et en les liant à la section « Notes et références ».
Pour les articles homonymes, voir Armide (homonymie).
Armida est un opéra d'Antonín Dvořák en quatre actes, sur un livret de Jaroslav Vrchlický basé originellement sur un poème épique du Tasse, La Gerusalemme liberata. L'opéra de Dvořák a été créé au Théâtre national de Prague le 25 mars 1904. La partition a été publiée sous le numéro d'opus 115 (B.206) en 1941.
Armida représente l'aboutissement de l'expérimentation de Dvořák dans l'utilisation du style de composition d'opéra de Richard Wagner, bien qu'une grande partie de la musique appartienne à son propre style. Le livret de Vrchlický est très proche de celui que Philippe Quinault a écrit pour l'opéra de même nom de Jean-Baptiste Lully.

## Rôles
| Rôle                                                                            | Voix    | Distribution lors de la création le 25 mars 1904 (Chef: - ) |
| ------------------------------------------------------------------------------- | ------- | ----------------------------------------------------------- |
| Hidraot, roi de Damas                                                           | basse   | Emil Pollert                                                |
| Armida, sa fille                                                                | soprano | Růžena Maturová                                             |
| Ismen, souverain de Syrie et sorcier                                            | baryton | Bohumil Benoni                                              |
| Pierre l'Ermite, prédicateur de la Première Croisade                            | basse   | Václav Kliment                                              |
| Bohumir (Godefroy de Bouillon), duc de Basse-Lotharingie commandant des Croisés | baryton | Václav Viktorin                                             |
| Rinald (Renaud), chevalier croisé                                               | ténor   | Bohumil Pták                                                |
| Dudo                                                                            | ténor   | Bedrich Bohuslav                                            |
| Sven                                                                            | ténor   | Adolf Krössing                                              |
| Roger, chevalier croisé                                                         | ténor   | Hynek Svejda                                                |
| Gernand                                                                         | basse   | Robert Polák                                                |
| Ubald                                                                           | basse   | Frantisek Sír                                               |
| Un héraut                                                                       | basse   | Otakar Chmel                                                |
| Un muezzin                                                                      | baryton | Jan Vildner                                                 |
| Une sirène                                                                      | soprano | Marie Kubátová                                              |
| Une nymphe,                                                                     | soprano | Vilemína Hájková                                            |
| Chœurs des Démons, Nymphes, Sirènes, Esprits, Serviteurs etc                    |         |                                                             |

## Synopsis

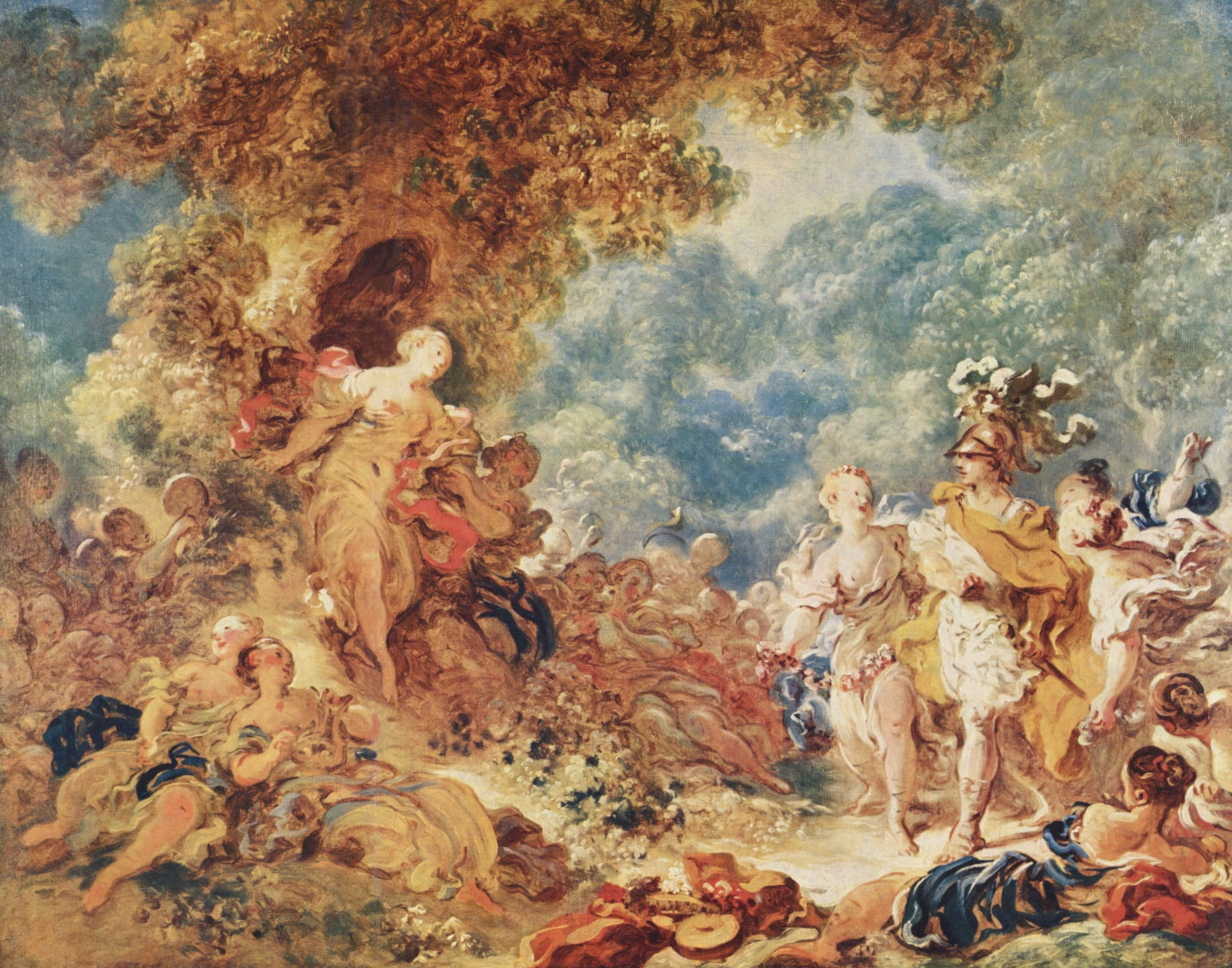
Renaud dans le jardin d'Armide, peint par Fragonard (Louvre)

Dans les jardins royaux de Damas, l'appel à la prière se fait entendre. Ismen pénètre avec la nouvelle que les Francs approchent, mais tente de dissuader le roi d'avoir une confrontation: qu'il lui laisse envoyer à sa place pour semer la discorde sa fille (dont Ismen avait demandé la main). Elle hésite, mais change d'avis quand Ismen utilise sa magie pour lui montrer le camp ennemi, où elle reconnaît Rinald, le chevalier dont elle vient de rêver.
Armida arrive dans le camp des croisés et rencontre Rinald, qui l'introduit au conseil où elle raconte l'histoire d'un oncle usurpateur qui avait aveuglé le roi et l'avait chassé dans le désert. Rinald ne peut pas attendre que l'on choisisse par tirage au sort le commandant d'une expédition pour restaurer son royaume et il est surpris par l'ermite Pierre en train de quitter le camp avec elle, mais les amoureux sont aidés dans leur fuite par Ismen, conduisant un char tiré par des dragons.
Rinald et Armida sont distraits dans leur jardin par des sirènes et des fées. Ismen déguisé comme un vieil homme tente de détruire le palais, mais s'aperçoit que ses pouvoirs n'égalent pas ceux en sorcellerie d'Armida. Il va chez les compagnons de Rinald et les avertit que Rinald s'est converti. Heureux de son aide, ils acceptent de lui un bouclier de diamant de l'Archange Michael, dont ils se servent pour chasser Rinald hors du palais, qui s'effondre dès que Armida cède à la douleur.
Rinald demande pardon pour avoir abandonné ses camarades et sa mission. Comme les croisés avancent sur Damas, la bataille traverse le camp et Rinald tue Ismen puis fait face à un chevalier noir, qui laisse tomber son épée quand il maudit le nom d'Armida. Ce n'est qu'après l'avoir poignardé qu'il la reconnaît et la baptise alors qu'elle meurt dans ses bras.